# El Ortigo
El Ortigo är en ort i Mexiko, tillhörande kommunen Amatepec i den sydvästra delen av delstaten Mexiko, i den centrala delen av landet. Orten hade 114 invånare vid folkräkningen 2010.